# いちにのさん
株式会社いちにのさんは、日本の芸能事務所。

## 経歴
元々は芸能スカウト事務所に勤務し、その長年の経験をもとに山根掌次が2002年に設立した芸能プロダクション。芸能スカウト事務所時代に市川由衣を発掘しエイジに所属。（現在：研音所属）
その後芸能スカウトサークル「タレたん」を企画して新人を発掘。山本彩乃、滝沢乃南、ワカバ、高梨臨（現在：スターダストプロモーション所属）などを輩出。
2007年6月に「タレたん」が終了し所属していたタレントは他の芸能事務所に移籍している。
現在は、芸能プロダクション・モデル事務所・レコード会社・出版社と業務提携し、スカウト（新人発掘）会社としてタレント・モデル・歌手・俳優・バンドの発掘をしている。
- 伊藤とも子（アーティスト） - ルーブル美術館グランプリ受賞。NHKおしゃれ工房出演。
- 鈴木佐知子（美容家） - 各ファッション雑誌、笑っていいとも！出演。

などアーティストの発掘もしている。